# Billie Hayes
Billie Armstrong Brosch (5 de agosto de 1924-29 de abril de 2021), conocida por su nombre artístico Billie Hayes, fue una actriz estadounidense que trabajó principalmente en cine, teatro y televisión, es principalmente conocida por interpretar a Witchiepoo en H.R. Pufnstuf y a Mammy Yokum en Li'l Abner.

## Primeros años
Hayes nació en Du Quoin, Illinois, el 5 de agosto de 1924, siendo hija de Charles y Marie (Armstrong) Brosch. Su padre había nacido en Alemania y trabajaba como minero de carbón, también dirigía un sindicato de mineros en un local. Su madre nació en Illinois y trabajaba en una sustitución de administración.  Billie tenía un hermano mayor, Louis Brosch. Hayes empezó a trabajar en el entretenimiento cuando tenía 9 años, trabajando en teatros locales bailando tap. Mientras recibía educación en la escuela secundaria, empezó a trabajar con la banda de Vince Genovese, empezando a tocar la orquesta, realizó una gira juntó con su grupo de baile y canto por Medio Oeste. Hayes se mudó a Nueva York, donde hizo una prueba de actuación para el operador de teatro y productor J.J. Shubert, fue contratada principalmente para protagonizar tres operetas: The Student Prince, The Merry Widow y Blossom Time.

## Carrera
Su trabajo más reconocido es el de Wilhelmina W. Witchiepoo en la serie de televisión H.R. Pufnstuf, producida por Sid y Marty Krofft, que fue transmitido por NBC, Hayes volvió a interpretar a Witchepoo en la película Pufnstuf (1970), película basada principalmente en la serie. Su risa característica y su físico eran notables en su interpretación durante los 17 episodios de la serie entre 1969–70. Hayes volvió a interpretar a Witchiepoo en Lidsville (En la serie, Hayes interpretaba a Weenie the Genie), The Paul Lynde Halloween Special (1976), y en la segunda temporada de The Banana Splits Adventure Hour (6 de septiembre-13 de diciembre de 1969). Hayes interpretó a la bruja que construye una casa de pan de jengibre en el episodio "Hansel and Gretel in Samantha-Land" de la octava temporada de la serie Bewitched, el episodio fue transmitido en 1971.
Hayes interpretó a Mammy Pansy Yokum en una adaptación de Li'l Abner en Broadway en 1956, en la adaptación cinematográfica de 1959, y en un especial que fue transmitido en televisión en 1971. En 1966, realizó una gira juntó con la compañía nacional de Hello, Dolly!, el musical fue protagonizado por Betty Grable. Hayes hizo varias apariciones en televisión, incluyendo Murder, She Wrote, entre 1981 y 1985, interpretó a O'Reilly, la mentora de Robert Scorpio en General Hospital, también interpretó a Maw Weskitt en el episodio "Hillbilly Honeymoon" de la serie de televisión The Monkees.
Hayes empezó a trabajar en la actuación de voz, interpretando a Orgoch en la película The Black Cauldron en 1985. Entre sus otros trabajos como actriz de voz incluyen su interpretación como Mamá Puedo en Teen Titans, One-Eyed Sally en The Wacky Adventures of Ronald McDonald, Granny Applecheeks en The Grim Adventures of Billy & Mandy, y papeles en series como The Further Adventures of SuperTed, The Nightmare Before Christmas, Johnny Bravo, W.I.T.C.H., The Batman, TaleSpin, The Brothers Flub, Bubble Guppies, Rugrats, Transformers: Rescue Bots, Duckman, Shrek Forever After, Bonkers, Problem Child, Siegfried and Roy: Masters of the Impossible, y Darkwing Duck.[cita requerida]
Hayes se retiró en 2019.

## Vida personal
Hayes fue presidenta del servicio de rescate de animales Pet Hope, Hayes fundó Pet Hope en 1984 para poder cuidar y encontrar hogares a animales abandonados. En su sitio web, Hayes ofreció fotos autografiadas para poder conseguir donaciones en Pet Hope.
Hayes murió de causas naturales en el Centro Médico Cedars-Sinaí, ubicado en Los Ángeles, Estados Unidos, el 29 de abril de 2021 a los 96 años. La salud de Hayes estaba empeorando desde el año pasado.